# Малая Георгиевица
Малая Георгиевица — река в России, протекает в Межевском районе Костромской области. Устье реки находится в 5,7 км по левому берегу реки Большая Георгиевица. Длина реки составляет 10 км.
Исток реки находится в лесах севернее деревни Трусово в 9 км к северо-востоку от села Георгиевское. Река течёт на юго-запад, близ реки — деревни Родино, Трусово, Козлиха и Тетеревиха. Впадает в Межу в километре к северо-востоку от Георгиевского.

## Данные водного реестра
По данным государственного водного реестра России относится к Верхневолжскому бассейновому округу, водохозяйственный участок реки — Унжа от истока и до устья, речной подбассейн реки — Бассей притоков Волги ниже Рыбинского водохранилища до впадения Оки. Речной бассейн реки — (Верхняя) Волга до Куйбышевского водохранилища (без бассейна Оки).
По данным геоинформационной системы водохозяйственного районирования территории РФ, подготовленной Федеральным агентством водных ресурсов:
- Код водного объекта в государственном водном реестре — 08010300312110000015686
- Код по гидрологической изученности (ГИ) — 110001568
- Код бассейна — 08.01.03.003
- Номер тома по ГИ — 10
- Выпуск по ГИ — 0